# Massif du Madres-Coronat
Massif du Madres-Coronat este o arie protejată (arie de protecție specială avifaunistică — SPA) din Franța întinsă pe o suprafață de 21.396 ha, integral pe uscat.

## Localizare
Centrul sitului Massif du Madres-Coronat este situat la coordonatele 42°37′06″N 2°14′32″E / 42.61833°N 2.24222°E.

## Înființare
Situl Massif du Madres-Coronat a fost declarat arie de protecție specială avifaunistică în baza directivei 79/409 din 1979 referitoare la conservarea păsărilor sălbatice pentru a proteja 17 specii de animale.

## Biodiversitate
Situată în ecoregiunile alpină și mediteraneană, aria protejată nu include niciun habitat protejat.
La baza desemnării sitului se află mai multe specii protejate de  păsări (17): minunița (Aegolius funereus), fâsă-de-câmp (Anthus campestris), acvilă de munte (Aquila chrysaetos), buha (Bubo bubo), caprimulg (Caprimulgus europaeus), șerpar (Circaetus gallicus), ciocănitoare neagră (Dryocopus martius), presură de grădină (Emberiza hortulana), șoim călător (Falco peregrinus), zăgan (Gypaetus barbatus), Lagopus mutus pyrenaicus, sfrâncioc roșiatic (Lanius collurio), ciocârlie de pădure (Lullula arborea), Perdix perdix hispaniensis, Pyrrhocorax pyrrhocorax, silvie de tufiș (Sylvia undata),  cocoș de munte (Tetrao urogallus).
Pe lângă speciile protejate, pe teritoriul sitului au mai fost identificate 2 specii de păsări.